# On ne change pas
On Ne Change Pas – kompilacja największych francuskojęzycznych przebojów Céline Dion, wydana 3 października 2005 roku. 
Na albumie umieszczono największe francuskie hity piosenkarki takie jak Pour que tu m'aimes encore, Je sais pas czy wykonywany w duecie z Garou Sous le vent a także utwory z początków jej kariery w tym pierwszy francuski singel Ce n'était qu'un rêve wydany w czerwcu 1981 roku. Na płycie znalazły się trzy zupełnie premierowe kompozycje - Je ne vous oublie pas, Tous les secrets oraz duet z zespołem Il Divo I Believe In You. W programie wersji jednopłytowej albumu wydanej w Kanadzie i Francji w 2006 roku znalazł się także 4-utworowy Medley Starmania.
Kompilacja została wydana w wielu wersjach, do wielu z nich dołączono dodatkowo płytę DVD z trzydziestominutowym wywiadem z artystką, galerią zdjęć oraz teledyskiem do piosenki Je ne vous oublie pas. Album nie został nigdy wydany w Australii oraz Nowej Zelandii.
21 listopada 2005 roku ukazała się także płyta DVD On Ne Change Pas zawierająca wszystkie 17 francuskich wideoklipów piosenkarki oraz prawie 2 godziny bonusowego, nigdy niepublikowanego materiału.

## Wersje albumu i listy utworów
| EUROPEJSKA / AZJATYCKA WERSJA 2CD / 2CD+DVD | EUROPEJSKA / AZJATYCKA WERSJA 2CD / 2CD+DVD           | EUROPEJSKA / AZJATYCKA WERSJA 2CD / 2CD+DVD                     | EUROPEJSKA / AZJATYCKA WERSJA 2CD / 2CD+DVD |
| #                                           | Tytuł                                                 | Autorzy                                                         | Czas trwania                                |
| CD1                                         | CD1                                                   | CD1                                                             | CD1                                         |
| ------------------------------------------- | ----------------------------------------------------- | --------------------------------------------------------------- | ------------------------------------------- |
| 1.                                          | Je ne vous oublie pas                                 | J. Veneruso                                                     | 3:35                                        |
| 2.                                          | Tous les secrets                                      | K. Lundin, S. Thott, D. Thott, C. Björsell, J. Veneruso         | 2:46                                        |
| 3.                                          | Pour que tu m'aimes encore                            | J.J. Goldman                                                    | 4:14                                        |
| 4.                                          | S'il suffisait d'aimer                                | J.J. Goldman                                                    | 3:35                                        |
| 5.                                          | Sous le vent (with Garou)                             | J. Veneruso                                                     | 3:32                                        |
| 6.                                          | Tout l'or des hommes                                  | J. Veneruso                                                     | 3:01                                        |
| 7.                                          | Je sais pas                                           | J.J. Goldman, J. Kapler                                         | 4:32                                        |
| 8.                                          | On ne change pas                                      | J.J. Goldman                                                    | 4:09                                        |
| 9.                                          | Dans un autre monde                                   | J.J. Goldman                                                    | 4:37                                        |
| 10.                                         | Un garçon pas comme les autres (Ziggy)                | L. Plamondon, M. Berger                                         | 2:58                                        |
| 11.                                         | L’amour existe encore                                 | L. Plamondon, R. Cocciante                                      | 3:50                                        |
| 12.                                         | J'irai où tu iras (with Jean-Jacques Goldman)         | J.J. Goldman                                                    | 3:26                                        |
| 13.                                         | Et je t'aime encore                                   | J.J. Goldman, J. Kapler                                         | 3:27                                        |
| 14.                                         | Vole                                                  | J.J. Goldman                                                    | 2:57                                        |
| 15.                                         | Je lui dirai                                          | J.J. Goldman                                                    | 3:57                                        |
| 16.                                         | Quand on n'a que l’amour (live)                       | J. Brel                                                         | 3:48                                        |
| 17.                                         | I Believe in You (with Il Divo)                       | J. Eloffson, P. Magnusson, D. Kreuger, M. Saggese, L. Plamondon | 4:01                                        |
| CD2                                         |                                                       |                                                                 |                                             |
| 1.                                          | Le ballet                                             | J.J. Goldman                                                    | 4:19                                        |
| 2.                                          | Contre nature                                         | J. Veneruso                                                     | 4:10                                        |
| 3.                                          | Je danse dans ma tête                                 | L. Plamondon, R. Musumarra                                      | 4:12                                        |
| 4.                                          | Le blues du businessman                               | L. Plamondon, M. Berger                                         | 4:31                                        |
| 5.                                          | Le loup, la biche et le chevalier (une chanson douce) | M. Pon, H. Salvador                                             | 3:13                                        |
| 6.                                          | D’amour ou d'amitié                                   | E. Marnay, J.P. Lang, R. Vincent                                | 4:00                                        |
| 7.                                          | Mon ami m'a quittée                                   | E. Marnay, C. Loigerot, T. Geoffroy                             | 3:01                                        |
| 8.                                          | Les chemins de ma maison                              | E. Marnay, P. Lemaitre, A. Bernard                              | 4:13                                        |
| 9.                                          | Ne partez pas sans moi                                | N. Martinetti, A. Şereftuğ                                      | 3:07                                        |
| 10.                                         | Je ne veux pas                                        | E. Marnay, R. Musumarra                                         | 4:03                                        |
| 11.                                         | Zora sourit                                           | J.J. Goldman                                                    | 3:52                                        |
| 12.                                         | Destin                                                | J.J. Goldman                                                    | 4:15                                        |
| 13.                                         | Tellement j'ai d’amour pour toi                       | E. Marnay, H. Giraud                                            | 2:58                                        |
| 14.                                         | Ma Nouvelle-France                                    | L. Plamondon, P. Doyle                                          | 3:11                                        |
| 15.                                         | Les derniers seront les premiers                      | J.J. Goldman                                                    | 3:32                                        |
| 16.                                         | Ce n'était qu'un rêve                                 | T. Dion, C.Dion, J. Dion                                        | 3:49                                        |
| DVD                                         |                                                       |                                                                 |                                             |
| 1.                                          | Je ne vous oublie pas (Clip)                          | D. Kerbrat                                                      | 3:54                                        |
| 2.                                          | Si Céline m'etait contee                              | L. Mayne-Kerbrat                                                | 24:31                                       |

| KANADYJSKA / AMERYKAŃSKA WERSJA 2CD / 2CD+DVD | KANADYJSKA / AMERYKAŃSKA WERSJA 2CD / 2CD+DVD | KANADYJSKA / AMERYKAŃSKA WERSJA 2CD / 2CD+DVD                   | KANADYJSKA / AMERYKAŃSKA WERSJA 2CD / 2CD+DVD |
| #                                             | Tytuł                                         | Autorzy                                                         | Czas trwania                                  |
| CD1                                           | CD1                                           | CD1                                                             | CD1                                           |
| --------------------------------------------- | --------------------------------------------- | --------------------------------------------------------------- | --------------------------------------------- |
| 1.                                            | Je ne vous oublie pas                         | J. Veneruso                                                     | 3:35                                          |
| 2.                                            | Tous les secrets                              | K. Lundin, S. Thott, D. Thott, C. Björsell, J. Veneruso         | 2:46                                          |
| 3.                                            | Pour que tu m'aimes encore                    | J.J. Goldman                                                    | 4:14                                          |
| 4.                                            | S'il suffisait d'aimer                        | J.J. Goldman                                                    | 3:35                                          |
| 5.                                            | Sous le vent (with Garou)                     | J. Veneruso                                                     | 3:32                                          |
| 6.                                            | Tout l'or des hommes                          | J. Veneruso                                                     | 3:01                                          |
| 7.                                            | Je sais pas                                   | J.J. Goldman, J. Kapler                                         | 4:32                                          |
| 8.                                            | On ne change pas                              | J.J. Goldman                                                    | 4:09                                          |
| 9.                                            | Dans un autre monde                           | J.J. Goldman                                                    | 4:37                                          |
| 10.                                           | Un garçon pas comme les autres (Ziggy)        | L. Plamondon, M. Berger                                         | 2:58                                          |
| 11.                                           | L’amour existe encore                         | L. Plamondon, R. Cocciante                                      | 3:50                                          |
| 12.                                           | J'irai où tu iras (with Jean-Jacques Goldman) | J.J. Goldman                                                    | 3:26                                          |
| 13.                                           | Et je t'aime encore                           | J.J. Goldman, J. Kapler                                         | 3:27                                          |
| 14.                                           | Vole                                          | J.J. Goldman                                                    | 2:57                                          |
| 15.                                           | Je lui dirai                                  | J.J. Goldman                                                    | 3:57                                          |
| 16.                                           | Quand on n'a que l’amour (live)               | J. Brel                                                         | 3:48                                          |
| 17.                                           | I Believe in You (with Il Divo)               | J. Eloffson, P. Magnusson, D. Kreuger, M. Saggese, L. Plamondon | 4:01                                          |
| CD2                                           |                                               |                                                                 |                                               |
| 1.                                            | Je danse dans ma tête                         | L. Plamondon, R. Musumarra                                      | 4:12                                          |
| 2.                                            | On traverse un miroir                         | I. Minoke, R. Lafond                                            | 4:40                                          |
| 3.                                            | Partout je te vois                            | E. Marnay, A. Nova                                              | 4:09                                          |
| 4.                                            | Le blues du businessman                       | L. Plamondon, M. Berger                                         | 4:31                                          |
| 5.                                            | Incognito                                     | L. Plamondon, J. A. Roussel                                     | 4:39                                          |
| 6.                                            | Lolita (trop jeune pour aimer)                | L. Plamondon, D. Lavoie                                         | 4:19                                          |
| 7.                                            | Des mots qui sonnent                          | L. Plamondon, A. Nova, M. Simon                                 | 3:56                                          |
| 8.                                            | La voix du bon Dieu                           | E. Marnay, S. Dumont                                            | 3:22                                          |
| 9.                                            | D’amour ou d'amitié                           | E. Marnay, J.P. Lang, R. Vincent                                | 4:00                                          |
| 10.                                           | Mon ami m'a quittée                           | E. Marnay, C. Loigerot, T. Geoffroy                             | 3:01                                          |
| 11.                                           | Tellement j'ai d’amour pour toi               | E. Marnay, H. Giraud                                            | 2:58                                          |
| 12.                                           | Les chemins de ma maison                      | E. Marnay, P. Lemaitre, A. Bernard                              | 4:13                                          |
| 13.                                           | Mélanie                                       | E. Marnay, D. Juster                                            | 3:48                                          |
| 14.                                           | Une colombe                                   | P. Baillargeon, M. Lefebvre                                     | 3:13                                          |
| 15.                                           | Ma chambre                                    | J.P. Ferland, D. Mercure                                        | 4:14                                          |
| 16.                                           | Ne partez pas sans moi                        | N. Martinetti, A. Şereftuğ                                      | 3:07                                          |
| 17.                                           | Fais ce que tu voudras                        | E. Marnay, R. Grignon                                           | 3:43                                          |
| 18.                                           | Quand on n'a que l’amour (live)               | J. Brel                                                         | 3:48                                          |
| 19.                                           | Ce n'était qu'un rêve                         | T. Dion, C.Dion, J. Dion                                        | 3:49                                          |
| DVD                                           |                                               |                                                                 |                                               |
| 1.                                            | Je ne vous oublie pas (Clip)                  | D. Kerbrat                                                      | 3:54                                          |
| 2.                                            | Si Céline m'etait contee                      | L. Mayne-Kerbrat                                                | 24:31                                         |

| EUROPEJSKA / KANADYJSKA WERSJA 3CD+DVD | EUROPEJSKA / KANADYJSKA WERSJA 3CD+DVD                | EUROPEJSKA / KANADYJSKA WERSJA 3CD+DVD                          | EUROPEJSKA / KANADYJSKA WERSJA 3CD+DVD |
| #                                      | Tytuł                                                 | Autorzy                                                         | Czas trwania                           |
| CD1                                    | CD1                                                   | CD1                                                             | CD1                                    |
| -------------------------------------- | ----------------------------------------------------- | --------------------------------------------------------------- | -------------------------------------- |
| 1.                                     | Je ne vous oublie pas                                 | J. Veneruso                                                     | 3:35                                   |
| 2.                                     | Tous les secrets                                      | K. Lundin, S. Thott, D. Thott, C. Björsell, J. Veneruso         | 2:46                                   |
| 3.                                     | Sous le vent (with Garou)                             | J. Veneruso                                                     | 3:32                                   |
| 4.                                     | Tout l'or des hommes                                  | J. Veneruso                                                     | 3:01                                   |
| 5.                                     | Et je t'aime encore                                   | J.J. Goldman, J. Kapler                                         | 3:27                                   |
| 6.                                     | Vole                                                  | J.J. Goldman                                                    | 2:57                                   |
| 7.                                     | Je lui dirai                                          | J.J. Goldman                                                    | 3:57                                   |
| 8.                                     | I Believe in You (with Il Divo)                       | J. Eloffson, P. Magnusson, D. Kreuger, M. Saggese, L. Plamondon | 4:01                                   |
| 9.                                     | Ma Nouvelle-France                                    | L. Plamondon, P. Doyle                                          | 3:11                                   |
| 10.                                    | Contre nature                                         | J. Veneruso                                                     | 4:10                                   |
| 11.                                    | En attendant ses pas                                  | J.J. Goldman                                                    | 4:07                                   |
| 12.                                    | Le loup, la biche et le chevalier (une chanson douce) | M. Pon, H. Salvador                                             | 3:13                                   |
| 13.                                    | La mémoire d'Abraham                                  | J.J. Goldman                                                    | 3:49                                   |
| 14.                                    | Le monde est stone                                    | L. Plamondon, M. Berger                                         | 3:40                                   |
| 15.                                    | Plus haut que moi (with Mario Pelchat)                | E. Marnay, K. Cummings, M. Blatte                               | 3:12                                   |
| 16.                                    | Terre                                                 | E. Benzi                                                        | 4:17                                   |
| CD2                                    |                                                       |                                                                 |                                        |
| 1.                                     | Pour que tu m'aimes encore                            | J.J. Goldman                                                    | 4:14                                   |
| 2.                                     | Le blues du businessman                               | L. Plamondon, M. Berger                                         | 4:31                                   |
| 3.                                     | Zora sourit                                           | J.J. Goldman                                                    | 3:52                                   |
| 4.                                     | S'il suffisait d'aimer                                | J.J. Goldman                                                    | 3:35                                   |
| 5.                                     | Destin                                                | J.J. Goldman                                                    | 4:15                                   |
| 6.                                     | Les derniers seront les premiers                      | J.J. Goldman                                                    | 3:32                                   |
| 7.                                     | Elle (live)                                           | E. Marnay, P. Baillargeon                                       | 3:12                                   |
| 8.                                     | Le ballet                                             | J.J. Goldman                                                    | 4:19                                   |
| 9.                                     | Des mots qui sonnent                                  | L. Plamondon, A. Nova, M. Simon                                 | 3:56                                   |
| 10.                                    | On ne change pas                                      | J.J. Goldman                                                    | 4:09                                   |
| 11.                                    | Je sais pas                                           | J.J. Goldman, J. Kapler                                         | 4:32                                   |
| 12.                                    | Un garçon pas comme les autres (Ziggy)                | L. Plamondon, M. Berger                                         | 2:58                                   |
| 13.                                    | Quand on n'a que l’amour (live)                       | J. Brel                                                         | 3:48                                   |
| 14.                                    | Je danse dans ma tête                                 | L. Plamondon, R. Musumarra                                      | 4:12                                   |
| 15.                                    | L’amour existe encore                                 | L. Plamondon, R. Cocciante                                      | 3:50                                   |
| 16.                                    | Dans un autre monde                                   | J.J. Goldman                                                    | 4:37                                   |
| 17.                                    | Je ne veux pas                                        | E. Marnay, R. Musumarra                                         | 4:03                                   |
| CD3                                    |                                                       |                                                                 |                                        |
| 1.                                     | Partout je te vois                                    | E. Marnay, A. Nova                                              | 4:09                                   |
| 2.                                     | Incognito                                             | L. Plamondon, J. A. Roussel                                     | 4:39                                   |
| 3.                                     | Lolita (trop jeune pour aimer)                        | L. Plamondon, D. Lavoie                                         | 4:19                                   |
| 4.                                     | La voix du bon Dieu                                   | E. Marnay, S. Dumont                                            | 3:22                                   |
| 5.                                     | Mélanie                                               | E. Marnay, D. Juster                                            | 3:48                                   |
| 6.                                     | Une colombe                                           | P. Baillargeon, M. Lefebvre                                     | 3:13                                   |
| 7.                                     | Ma chambre                                            | J.P. Ferland, D. Mercure                                        | 4:14                                   |
| 8.                                     | Fais ce que tu voudras                                | E. Marnay, R. Grignon                                           | 3:43                                   |
| 9.                                     | Ce n'était qu'un rêve                                 | T. Dion, C.Dion, J. Dion                                        | 3:49                                   |
| 10.                                    | D’amour ou d'amitié                                   | E. Marnay, J.P. Lang, R. Vincent                                | 4:00                                   |
| 11.                                    | La religieuse                                         | D. Barbelivien                                                  | 3:32                                   |
| 12.                                    | Mon ami m'a quittée                                   | E. Marnay, C. Loigerot, T. Geoffroy                             | 3:01                                   |
| 13.                                    | Ne partez pas sans moi                                | N. Martinetti, A. Şereftuğ                                      | 3:07                                   |
| 14.                                    | Les chemins de ma maison                              | E. Marnay, P. Lemaitre, A. Bernard                              | 4:13                                   |
| 15.                                    | Trois heures vingt                                    | E. Marnay, P. Lemaitre                                          | 3:41                                   |
| 16.                                    | Tellement j'ai d’amour pour toi                       | E. Marnay, H. Giraud                                            | 2:58                                   |
| 17.                                    | Les oiseaux du bonheur                                | E. Marnay, A. Popp                                              | 3:43                                   |
| DVD                                    |                                                       |                                                                 |                                        |
| 1.                                     | Je ne vous oublie pas (Clip)                          | D. Kerbrat                                                      | 3:54                                   |
| 2.                                     | Si Céline m'etait contee                              | L. Mayne-Kerbrat                                                | 24:31                                  |

| EUROPEJSKA / KANADYJSKA WERSJA 1CD | EUROPEJSKA / KANADYJSKA WERSJA 1CD                                                                                            | EUROPEJSKA / KANADYJSKA WERSJA 1CD                              | EUROPEJSKA / KANADYJSKA WERSJA 1CD |
| #                                  | Tytuł | Autorzy                                                         | Czas trwania                       |
| ---------------------------------- | --- | --------------------------------------------------------------- | ---------------------------------- |
| 1.                                 | Je ne vous oublie pas | J. Veneruso                                                     | 3:35                               |
| 2.                                 | Tous les secrets | K. Lundin, S. Thott, D. Thott, C. Björsell, J. Veneruso         | 2:46                               |
| 3.                                 | Pour que tu m'aimes encore | J.J. Goldman                                                    | 4:14                               |
| 4.                                 | S'il suffisait d'aimer | J.J. Goldman                                                    | 3:35                               |
| 5.                                 | Sous le vent (with Garou) | J. Veneruso                                                     | 3:32                               |
| 6.                                 | Tout l'or des hommes | J. Veneruso                                                     | 3:01                               |
| 7.                                 | Je sais pas | J.J. Goldman, J. Kapler                                         | 4:32                               |
| 8.                                 | On ne change pas | J.J. Goldman                                                    | 4:09                               |
| 9.                                 | Un garçon pas comme les autres (Ziggy)                                                                                        | L. Plamondon, M. Berger                                         | 2:58                               |
| 10.                                | L’amour existe encore | L. Plamondon, R. Cocciante                                      | 3:50                               |
| 11.                                | J'irai où tu iras (with Jean-Jacques Goldman)                                                                                 | J.J. Goldman                                                    | 3:26                               |
| 12.                                | Et je t'aime encore | J.J. Goldman, J. Kapler                                         | 3:27                               |
| 13.                                | I Believe in You (with Il Divo)                                                                                               | J. Eloffson, P. Magnusson, D. Kreuger, M. Saggese, L. Plamondon | 4:01                               |
| 14.                                | D’amour ou d'amitié | E. Marnay, J.P. Lang, R. Vincent                                | 4:00                               |
| 15.                                | Les derniers seront les premiers                                                                                              | J.J. Goldman                                                    | 3:32                               |
| 16.                                | Medley Starmania (live): Quand on Arrive on Ville/ Les Uns Contre Les Autres/ Le Monde Est Stone/ /Naziland, Ce Soir on Danse | L. Plamondon, M. Berger                                         | 6:33                               |
| 17.                                | Le blues du businessman | L. Plamondon, M. Berger                                         | 4:31                               |
| 18.                                | Quand on n'a que l’amour (live)                                                                                               | J. Brel                                                         | 3:48                               |
| 19.                                | Ce n'était qu'un rêve | T. Dion, C.Dion, J. Dion                                        | 3:49                               |

## Certyfikaty i sprzedaż
| Kraj              | Pozycja | Certyfikat | Sprzedaż |
| ----------------- | ------- | ---------- | -------- |
| Belgia - Flandria | 33      |            |          |
| Belgia - Walonia  | 1(3)    | Platyna    | 50 000   |
| Francja           | 1(7)    | 3x Platyna | 610 000  |
| Grecja            | 11      |            |          |
| Kanada            | 2       | 3x Platyna | 150 000  |
| Niemcy            | 72      |            |          |
| Polska            | 19      |            | 10 000   |
| Stany Zjednoczone |         |            | 10 000   |
| Szwajcaria        | 2       | Złoto      | 20 000   |
| Włochy            | 54      |            |          |
| =                 |         |            |          |
| Europa            | 46      |            | 700 000  |